# 巴彦乌列盖省
巴彥烏列蓋省（羅馬化：Bayan-Ölgii aimag，羅馬化：Bayan-Ölgey aymağı），位於蒙古國西北部，東鄰烏布蘇省，東南接科布多省，西南和西部與中國新疆維吾爾自治區阿勒泰地區相交，西北和北部與俄羅斯阿爾泰共和國科什阿加奇區、圖瓦共和國蒙貢泰加區為界。總面積約4.57萬平方千米，2022年末蒙古公民人口114,776人，實際居住人口109,899人。省會烏列蓋市，位於該省中北部。该省是蒙古國唯一的人口以哈薩克族穆斯林為主的省。

## 地理
巴彦乌列盖省位於蒙古國最西部，面積45,700平方公里，东邻乌布苏省，南临科布多省，西接中国新疆伊犁哈萨克自治州的阿勒泰地区，北连俄罗斯的阿尔泰共和国和图瓦共和国。

## 行政区划
巴彦乌列盖省首府乌列盖，下辖14个苏木：
| 巴彦乌列盖省的苏木行政中心地图 |
| ------------------------------ |
| \| \| 50km · 30miles 乌兰呼斯苏木 臣勒格苏木 查干淖尔苏木 陶勒博苏木 萨格赛苏木 瑙贡淖尔苏木 德龙苏木 布彦特苏木 布尔干苏木 布嘎特苏木 巴彦淖尔苏木 阿拉坦车格次苏木 阿尔泰苏木 乌列盖市 (乌列盖苏木) '"`UNIQ--templatestyles-00000027-QINU`"' 苏木在巴彦乌列盖省 Legend： · 1: 乌列盖市 (乌列盖苏木) 2: 阿尔泰苏木 3: 阿拉坦车格次苏木 · 4: 巴彦淖尔苏木 5: 布嘎特苏木 6: 布尔干苏木 7: 布彦特苏木 · 8: 德龙苏木 9: 瑙贡淖尔苏木 10: 萨格赛苏木 11: 陶勒博苏木 · 12: 查干淖尔苏木 13: 臣勒格苏木 14: 乌兰呼斯苏木 ·                               |
|                                |

## 人口
该省人口93%哈薩克族（多為中玉茲克烈部）。90年代，6.5万哈萨克人移民哈萨克斯坦。2020年，蒙古国共有近12万哈萨克人。其中近10万人生活在巴彦乌列盖省，他们主要经营牧业。

## 文化
巴彦乌列盖省内发行《曙光》（«Шұғыла»，1957年起发行）、《蒙古时代》（«Монгол Заман»，2010年起发行）等众多哈萨克文杂志报刊，并运营有哈萨克语广播和电视台。 2019年，哈萨克斯坦国家图书馆在此开设了哈萨克斯坦文学和文化中心。
- 乌列盖
- 巴彦乌列盖省的草原
- 陶勒博湖 (Tolbo Lake)
- 仓巴嘎拉布山国家公园
- 位于陶勒博苏木中心的穆斯林清真寺
- 位于布尔干苏木的穆斯林清真寺

## 外部連結
- 巴彦乌列盖省訊息網站 —含圖片集。